# 小舞木町
小舞木町（こまいぎちょう）は、群馬県太田市にある地名（町丁）。郵便番号は373-0818。

## 概要
九合地区にある町丁。

## 地理

### 小舞木町内の区
小舞木町（九合地区）の行政区の一覧。
| 地区     | 行政区   | 読み           | 区域         |
| -------- | -------- | -------------- | ------------ |
| 九合地区 | 小舞木町 | こまいぎちょう | 小舞木町全域 |

### 近隣町丁
- 新島町
- 飯田町
- 飯塚町
- 内ケ島町

## 世帯数と人口
2022年（令和4年）3月31日現在の世帯数と人口は以下の通りである。
| 町丁     | 世帯数  | 人口   |
| -------- | ------- | ------ |
| 小舞木町 | 950世帯 | 1966人 |

## 小・中学校の学区
市立小・中学校に通う場合、学区は以下の通りとなる。
| 番地                                 | 小学校             | 中学校           |
| ------------------------------------ | ------------------ | ---------------- |
| 小舞木町の一部（県道竜舞鳥山線以南） | 太田市立九合小学校 | 太田市立東中学校 |
| 小舞木町の一部（県道竜舞鳥山線以北） | 太田市立中央小学校 | 太田市立東中学校 |

## 交通

### 鉄道
町内に鉄道は通っていない。

### 道路
- 群馬県道323号鳥山竜舞線

## 施設
- 西松屋太田店
- セブンイレブン太田市小舞木町店